# Gustav Borreman
Gustav Borreman is een Nederlandse acteur, vooral bekend door zijn rol als Dwayne Bresler in de Misdaadserie Penoza.